# Dara iz Jasenovca
Dara iz Jasenovca (in serbo Дара из Јасеновца?) è un film del 2020 diretto da Predrag Antonijević. 
Sulla base delle testimonianze dei sopravvissuti, tratta del genocidio, delle atrocità e dell'Olocausto che hanno avuto luogo nel Campo di concentramento di Jasenovac promulgato dall'asse NDH durante la Seconda guerra mondiale.
È la prima produzione serba sull'olocausto nello Stato indipendente della Croazia.

## Trama
Dopo l'offensiva di Kozara guidata dall'Asse, la maggior parte della popolazione locale serba finisce nei campi di concentramento dei nazisti e degli Ustascia.
Senza alcuna informazione su dove si trovi suo padre, la dodicenne Dara, sua madre e due fratelli vengono trasportati in treno al campo di concentramento di Jasenovac. Dara viene separata dalla sua famiglia e inviata in un campo speciale per bambini con il fratello Budo di due anni. Sua madre e il fratello maggiore vengono uccisi dagli Ustasha.
La missione e l'obiettivo personale di Dara è garantire la sopravvivenza del fratello minore. In un luogo sconosciuto nelle vicinanze, il padre di Dara, Mile, ha il compito di rimuovere e smaltire i cadaveri. È sconvolto quando scopre che sua moglie e suo figlio sono tra i morti. Sente anche voci secondo cui Dara è ancora viva da qualche parte nel complesso di Jasenovac.
Dara osserva la crudeltà della polizia sul campo ed è scioccata dalla violenza. Una notte, le guardie inventarono una serie di sedie musicali come intrattenimento per gli ufficiali nazisti tedeschi in visita. Il perdente di ogni round viene aperto o colpito con un martello. Con l'aiuto di un prigioniero ebreo, Blankica, Dara escogita un modo per scappare.

## Produzione
Una vecchia ceramica situata nel villaggio di Kolut, vicino a Sombor, è stata ricostruita e trasformata in un campo dallo scenografo Goran Joksimović. La seconda parte del film è stata girata a Bela Crkva.
I bambini di Kozarska Dubica sono stati scelti per ritrarre diversi bambini rimasti intrappolati nel campo. Le scene con i bambini sono state girate in sequenza per mascherare la crescita dei bambini durante i tre mesi di riprese ei giovani attori avrebbero capito meglio il materiale. Uno psicologo è rimasto sul set.
Insegnante, rabbino, scrittore e regista americano, specializzato nell'Olocausto, che è stato vicedirettore della Commissione presidenziale sull'Olocausto (1979-1980), direttore dei progetti presso il Museo commemorativo dell'Olocausto degli Stati Uniti (USHMM) (1988) - 1993) e Direttore dell'USHMM Holocaust Research Institute (1993-1997). Michael Berenbaum è stato consulente di storia e documentazione e produttore esecutivo.
La prima serba si è svolta a Gračanica e il film è stato proiettato per sette giorni.
101 Studios si sono assicurati i diritti del film negli Stati Uniti e lo hanno distribuito in sale limitate il 5 febbraio 2021.
È il primo film sul tema dell'Olocausto in NDH.

## Distribuzione
L'uscita del film era prevista per l'inizio del 2020, in occasione dei 75 anni della fuga degli altri prigionieri dal campo. A causa della pandemia di COVID-19, la première è stata posticipata al 22 ottobre 2020. Il debutto del film è stato alla fine del 2020, rinviato di nuovo a causa della pandemia a metà 2021. È stato selezionato come rappresentante serbo per il miglior film internazionale della 93ª edizione dei premi Oscar. Dara di Jasenovac è stato candidato ai Golden Globe per il miglior film drammatico, mentre la giovane attrice Biljana Čekić è stata considerata per il Golden Globe come migliore attrice cinematografica drammatica.

## Accoglienza
Il film ha ricevuto recensioni contrastanti e controverse da parte della critica internazionale. Le recensioni positive lodano il film per aver affrontato un episodio trascurato della Seconda guerra mondiale, che ha ricevuto poca o nessuna copertura dal pubblico internazionale, mentre le recensioni negative sono per lo più banalizzate e negazioniste, che hanno cercato di ridurre la pellicola come una "propaganda nazionalista".
Parte dei media croati è il rovescio del Centro audiovisivo croato (HAVC) nelle colonne storiche, in contrasto con il Centro cinematografico della Serbia (FCS). Tuttavia, elogia Antonijević e Drakulić, definendoli "registi e sceneggiatori di qualità", così come la produzione del film.
A causa della valutazione coordinata su IMDb, con il numero più alto o più basso di stelle, IMDb ha temporaneamente disabilitato l'opzione di classificazione per il film nel febbraio 2021.

### Critica
Il film è stato accolto con recensioni contrastanti e controverse da parte dei media internazionali. Su Rotten Tomatoes, ha un tasso di approvazione del 64% basato su 14 commenti discutibili, con una valutazione media di 6,4 / 10, ma il punteggio del pubblico ha un tasso di approvazione del 90% basato su oltre 250 commenti, con una valutazione media di 9,0 / 10. La valutazione di IMDb è stata sospesa dopo gli sforzi coordinati di utenti con pregiudizi ideologici per modificare la valutazione del film.
Scrivendo per Film Threat, Ray Lobo ha valutato positivamente il film, osservando che si tratta di "una storia unica della Seconda Guerra Mondiale che vale la pena guardare" e funge da "educazione della Seconda Guerra Mondiale" oltre che da "educazione per il conflitto" dei Balcani dell'ultimo decennio del XX secolo "Lobo loda la qualità della produzione e delle luci del film, così come il cast per aver efficacemente trasmesso" il degrado della vita in campagna e la voglia di vivere ".
In The Jewish Chronicle, Linda Marric ha valutato il film due stelle su cinque, dicendo che il film "spesso sembra inutilmente libero ... come se il film fosse felice di ritrarre queste atrocità in tutti i dettagli oscuri", ma ha elogiato la qualità. tecnica cinematografica e "interpretazione meravigliosamente sobria" dell'attrice Biljana Čekić.
Deadline Hollywood, Anna Smith, ha commentato che è difficile non essere sorpresi dall'orrore in mostra, nonostante alcuni momenti pesanti.

### Controversie
Jay Weissberg di Variety ha dato al film un taglio politico. Weissberg mette in dubbio le motivazioni dei produttori, scrivendo che il film contiene "elementi camuffati anticroati e anticattolici" che sono "progettati come foraggio incendiario" per i conflitti attuali, e che manca un serio esame dei pericoli del nazionalismo, del razzismo che sono sostituiti da "sentiment e sentiment a buon mercato", banalizzando l'asse usstashe e il genocidio promosso dall'NHD. Il regista Antonijević ha risposto alle critiche di Weissberg definendolo un mediocre pamphlet politico piuttosto che un critico cinematografico, poiché conteneva "solo due o tre frasi sul film stesso". I rappresentanti del distributore del film, MegaCom Film, hanno detto che Weissberg non aveva mai recensito nessun film serbo e che la sua recensione rappresentava una relativizzazione e banalizzazione del genocidio. Il produttore esecutivo Michael Berenbaum ha confutato le accuse di "anti-croato e anti-cattolico" di Weissberg definendole "ciniche e folli", sottolineando l'adesione fattuale del film alle testimonianze sul campo e che se qualcuno pensa che la storia sia politica ", è [loro] a rimuoverla in storia. "
Nella sua recensione, Robert Abele del Los Angeles Times ha fatto eco al pregiudizio di Weissberg, definendo il film "nativista e manipolatore", sottolineando che "sa di segnare punti in una rivalità regionale di lunga data". Abele ha proseguito dicendo che "quando c'è una scena in cui i visitatori nazisti sono irritati dalla dimostrazione di sadismo individuale nei confronti dei prigionieri serbi da parte dei loro ospiti croati in uniforme (compresi fratelli e sorelle incestuosi), sai che è all'ordine del giorno. "l'uso di un elemento di fantasia per ogni morte" come "scoraggiante", ma ha elogiato le prestazioni degli attori che hanno interpretato i prigionieri brutalizzati. Antonijević ha detto al portale Internet Nova.rs che intende fare causa a causa di questa recensione, per esplicita negazione dell'olocausto.
Cynthia Vinney di Comic Book Resources, nello stesso campo del discorso, ha descritto Dara de Jasenovac come uno dei film sull'Olocausto che "esistono per ragioni ciniche". Ha continuato descrivendo la descrizione della violenza nel film come una creduloneria divertente e tesa. Ha concluso con un pregiudizio ideologico che il film segnala un'agenda nata dalle attuali animosità tra Serbia e Croazia, e che si tratta di una "storia tragica senza sfumature né visione oltre l'orrore".
Lo storico dell'Olocausto Rory Yeomans sostiene che il film non è "anti-cattolica, tanto meno propaganda anti-croata" e che queste affermazioni sono dannose, e che il film "esplora acutamente gli impegni morali palesi e complessi che prendono i prigionieri dei campi. la concentrazione è necessaria per fare .. "Ha elogiato la performance degli attori.